# Omloop Het Nieuwsblad 2019
74. ročník jednodenního cyklistického závodu Omloop Het Nieuwsblad se konal 2. března 2019 v Belgii. Vítězem se stal Čech Zdeněk Štybar z týmu Deceuninck–Quick-Step. Na druhém a třetím místě se umístili Belgičané Greg Van Avermaet (CCC Team) a Tim Wellens (Lotto–Soudal).

## Týmy
Závodu se zúčastnilo celkem 25 týmů, všech 18 UCI WorldTeamů a 7 UCI Professional Continental týmů. Každý tým přijel se 7 jezdci, na start se celkem postavilo 175 jezdců. Do cíle v Ninove dojelo 112 jezdců.
UCI WorldTeamy
- AG2R La Mondiale
- Astana
- Bahrain–Merida
- Bora–Hansgrohe
- CCC Team
- Deceuninck–Quick-Step
- EF Education First
- Groupama–FDJ
- Lotto–Soudal
- Mitchelton–Scott
- Movistar Team
- Team Dimension Data
- Team Sky
- Team Jumbo–Visma
- Team Katusha–Alpecin
- Team Sunweb
- Trek–Segafredo
- UAE Team Emirates

UCI Professional Continental týmy
- Cofidis
- Corendon–Circus
- Direct Énergie
- Roompot–Charles
- Sport Vlaanderen–Baloise
- Wallonie Bruxelles
- Wanty–Gobert

## Výsledky
| Pořadí | Jezdec                  | Tým                   | Čas        |
| ------ | ----------------------- | --------------------- | ---------- |
| 1      | Zdeněk Štybar (CZE)     | Deceuninck–Quick-Step | 4h 53' 17" |
| 2      | Greg Van Avermaet (BEL) | CCC Team              | + 9"       |
| 3      | Tim Wellens (BEL)       | Lotto–Soudal          | + 9"       |
| 4      | Alexej Lucenko (KAZ)    | Astana                | + 9"       |
| 5      | Dylan Teuns (BEL)       | Bahrain–Merida        | + 9"       |
| 6      | Jempy Drucker (LUX)     | Bora–Hansgrohe        | + 25"      |
| 7      | Yves Lampaert (BEL)     | Deceuninck–Quick-Step | + 25"      |
| 8      | Philippe Gilbert (BEL)  | Deceuninck–Quick-Step | + 25"      |
| 9      | Matteo Trentin (ITA)    | Mitchelton–Scott      | + 25"      |
| 10     | Oliver Naesen (BEL)     | AG2R La Mondiale      | + 25"      |